# ホンダ・NSR500V
NSR500V(エヌエスアールごひゃくブイ)は、ホンダ・レーシング(HRC)が開発市販した排気量500ccの水冷2ストロークV型2気筒エンジンを搭載する競技専用のオートバイで、かつレギュレーションとの兼ね合いからホンダが新規開発した最後の2ストローク純レーシングマシンである。

## 概要

### 誕生
プライベーターが参戦しやすいマシンを目指して開発され、1996年のロードレース世界選手権500ccクラスにデビューした。
当時のロードレース世界選手権はプライベーターの参戦が重要視され、ホンダ自身もNSR500に切り替え前のワークスマシンであるNS500をベースにしたRS500Rを市販していた。しかし、1988年にRS500Rの生産終了により競争力のある市販レーサーがなくなるとエントリー台数が減少し、全日本ロードレース選手権の最上位クラスであったGP500クラスがエントリー数不足で1994年シーズン不成立により終了となるなど、プライベーター頼みのトップクラスが消滅の危機を迎える事となった。この問題に、ヤマハが旧世代のYZR500のエンジンを販売し、コンストラクターが製作したフレームと組み合わせ、ハリスヤマハやロックヤマハなどのオリジナルレーサーを作る事で対応したのに対抗すべく、ホンダが低コストで十分競争力があるマシンをコンセプトに開発したのがNSR500Vである。

### エンジン
NSR500Vにとって最大の肝となったエンジンのレイアウトは、1軸クランクの直列2気筒という選択肢もあったものの、横方向のコンパクトさを重要視した結果、当時の他のホンダGPレーサーマシンと同じV型エンジンを選択。構造は、NS500時代から採用しているクランクケースリードバルブ式の水冷2ストロークエンジンで、ワンクラス下であるがV型2気筒エンジンを積むGPマシンである1997年までのNSR250と同じシングルクランクシャフトを採用。車体設計等との兼ね合いからVバンク角は100度、後方吸気前方排気が選択されたエンジンは、航空用ガソリン(通称「アブガス」)を入れた場合に135hpを発生する。なお、初期仕様ではエンジントルクの出方が急、という問題を抱えていたため、クランクシャフトの回転マスを29%上げた仕様に変更されている。
また、当初はNS500やRS500Rと同様のV型3気筒を採用するプランもあり、出力面ではNSR500のエンジンから1気筒分減らした仕様（375cc）でもフルサイズ（500cc）のV2を凌ぐことは可能だが、1気筒増えると運用コストが少なくとも3割（V4比だと6割）増えることや、フルサイズV3にするとV4と製造コストがほとんど変わらないことが問題視されフルサイズのV2を選択することとなった。さらに、コスト面の都合以外にも当時の関係者の「一度やってますからね」との発言から、「RS500Rで採用したV3では焼き直し感が強く、革新性を重んじるホンダの社風に合わない」という技術者の矜持がV3を選ばせなかった部分もある。

### 車体
車体は、コーナリング重視と言う事からNSR500とNSR250の中間サイズに設定。その為、遠目ではNSR250に極めて似たスタイルが特徴となっているが、NSR500Vで採用された片持式スイングアームである「プロアーム」の向きは、NSR250とは逆となっている。ちなみに、プロアームを選択したのは予定のサイズで排気系の取り回しをクリアするためであり、耐久マシンと違ってタイヤ交換が稀なGPマシンではプロアームである必要性はそれほど高くない。なお、車両重量は2気筒エンジンの場合の最低重量(100kg)に近い103kgで、エンジン重量を除くとNSR250より軽い仕様となっている。
しかし、コンパクト化を優先するとウィリーが多発するなどの問題が発生し、プロトタイプ車であるAXAからの泣き所となっていた。その為、対策としてワークス仕様のNVAAではスイングアームを長くしたモデルも投入。1996年シーズンを担当した岡田忠之は通常に近いのを標準とし、伊藤真一は後半戦から長くしたものを愛用するなど、ライダーによって使い分けられた。なお、NSR500とほぼ同等の全長となるスイングアームの導入も考えられたが、市販モデルとの兼ね合いから実行される事無く終わっている。

### コスト
新車価格は、1997年モデルの場合で本体のみの定価が800万円、セットアップキット付きが920万円(いずれも税別)、エンジン・アセンブリーは320万円であった。4気筒のNSR500はリース契約のみであった。
なお、ワークス仕様とは一部のパーツ(チタン製のマフラーを鉄製に変更など)に違いがあるものの性能面ではワークス仕様との違いはなく、ほぼワークス仕様と同等のマシンがHRCの手により1996年から2001年の間に33台生産された。上記のようにNSR500は各チームにリースされるだけだったが、NSR500Vは市販レーサーとして販売されプライベートライダーにより各国の国内選手権にも参戦し活躍することとなった。

### ライバル
NSR500Vと同様のコンセプトを持つGPマシンとして、NSR500Vの開発がスタートした1994年にデビューしたアプリリア・RSV400が挙げられる。
このGPマシンは、当時の250ccクラスでNSR250を凌ぐパフォーマンスを見せていたアプリリア・RSV250をベースとし、エンジンを250ccから410ccに変更したものであった。デビュー時点の車体はほぼRSV250のままであり、コンパクト且つ軽量な車体を活かしコーナリングスピードの速さで勝負するという、NSR500Vが目指したコンセプトを持つマシンであった。しかし、その後のアップグレードで排気量アップがなされたものの460ccと上限には届いておらず、排気量が物を言うパワー勝負では弱点を抱えており、NSR500VがフルサイズのV2を選択するもう一つの要因となった。

### 特徴
V型4気筒マシンよりは40-50馬力ほど非力なものの、レギュレーションにより30kg軽量化できるメリットを活かしたコーナリング性能がセールスポイントとなっている。パワーが有りすぎるが故にコントロール性に難があるV4勢に比べ、程々のパワーであるが250ccクラス相当の速いコーナースピードを維持できるのが最大の武器であり、コーナリング重視の中低速サーキットでは単独走行ならV4勢と同じぐらいのラップタイムを出すことができた。
ただし、コーナリング重視の設計が災いし癖が強く得手不得手が出やすい傾向があり、好戦果を挙げたコースが癖を掴みやすいテスト経験が豊富な所に偏る要因ともなった。更に、予選で好成績を挙げても決勝では馬力を活かしコーナー立ち上がり勝負に徹するV4勢に苦戦してしまう傾向があり、98年から無鉛ガソリンに切り替わる際に大幅テコ入れをされパワーを活かしやすくなったV4勢と250勢に比べ対処が遅れたNSR500V勢にとっての悩みのタネとなった。

## レース経歴

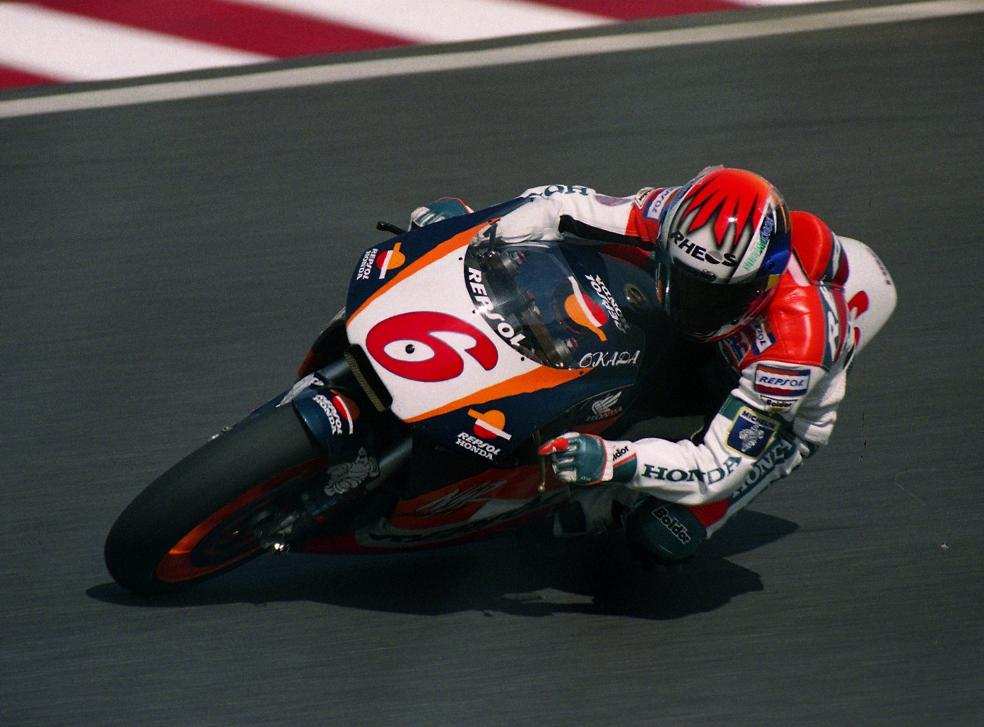
NSR500Vを駆る岡田忠之（1996年日本GP）

### 1996年
1996年、ホンダはワークス・チームのレプソル・ホンダにNVAAのコードネームを与えられた2台のNSR500Vを投入し、岡田と伊藤が実戦での開発を担当した。V4マシンに慣れていた伊藤は癖のある新型V2マシンに慣れきれず苦戦を余儀なくされるも、岡田は開幕戦「マレーシアGP」（シャー・アラム・サーキット）のポールポジションを獲得。本戦は荒天により2ヒート制となった際の10秒のハンデを取り返すための焦りが災いし転倒リタイア喫したものの、優勝の可能性も十分にあったと言う会心のデビュー戦となった。その後は、初期はスタートに難があったものの「スペインGP」（ヘレス・サーキット）と「イモラGP」（イモラ・サーキット）で岡田は3位入賞し、最終戦の「オーストラリアGP」（フィリップ・アイランド・サーキット）では2位表彰台に立った。
更に、ロードレース世界選手権終了後に行われる当時の日本では貴重な500ccマシンでのレースである「第23回TBCビッグロードレース」（スポーツランドSUGO）では、唯一NSR500Vで参戦した岡田がNSR500・RGV-Γ500・YZR500らのV型4気筒勢を抑えて優勝を果たした。

### 1997年
ホンダはシーズンオフもNSR500Vの開発を継続し、1997年シーズンはV4マシンにスイッチした岡田に代わり青木三兄弟の次男・青木拓磨が新型であるNVABの実戦を担当した。兄（青木宣篤）や弟（青木治親）と違い、海外コースでの走行がテスト走行経験のあるシャー・アラムとフィリップ・アイランドしかないがゆえに、ぶっつけ本番のコースでの戦いとなるヨーロッパでは苦戦をしたものの、「イモラGP」（イモラ）と「ドイツGP」（ニュルブルクリンク・GPコース）で3位入賞し、最終戦となる「オーストラリアGP」（フィリップ・アイランド）では前年同様2位表彰台に立った。なお、イモラとニュルブルクリンクはどちらもF−1グランプリ開催地だった事を利用し、両者が収録されているF−1ゲームを使ってコースを覚え好戦果を挙げたと言うエピソードがある。
こうして翌年の活躍も期待された拓磨であったが、翌年早々にテスト中のアクシデントにより再起不能。NSR500VによるGP勝利の夢は、想定外のアクシデントにより絶たれる結果となった。

### 1998年
本来参加するはずだった拓磨が不在となってしまった1998年は、ケニー・ロバーツ子飼いの若手有望株であったセテ・ジベルナウがレプソル・ホンダで新型であるNVACのNSR500Vを駆る事となった。シーズン序盤は前年では問題にならなかったチャタリングの為に苦戦を余儀なくされ、タイヤのリニューアルで復調を果たした第6戦の「マドリッドGP」（ハラマ・サーキット）では3位入線し表彰台を獲得したものの、この出遅れが致命傷となりこのシーズンのシリーズ総合は11位に終わった。

### 1999年
ジベルナウとのコンビ続行でスイングアームを大胆にリニューアルしたNVADで参戦した1999年は、初戦の「マレーシアGP」（セパン・インターナショナル・サーキット）こそ10位に沈むものの、その後は「日本GP」（ツインリンクもてぎ）5位・「スペインGP」（ヘレス）3位・「フランスGP」（ポール・リカール・サーキット）4位と好成績を挙げる。ところが、4位入賞したポール・リカールでホンダワークスのエースであるマイケル・ドゥーハンが重傷。ドゥーハンの穴を埋める為にジベルナウが引き抜かれた結果、乗り手不在となったワークスNSR500Vの参戦は終了となった。
なお、僅か4戦で御役御免となってしまったNVADであるが、幸運にもワークスNSR500Vとしては唯一ホンダの管理下で現存しており、常時でないもののホンダコレクションホールの展示品として見ることができる。

### 市販版
ワークス仕様であるNVAAデビューの翌年である1997年から、NX6Aのコードネームが与えられたプライベーター用のマシンの販売が開始。中でも新興チームグレシーニ・レーシングのアレックス・バロスは、市販仕様であるもののHRCのサポートにも助けられ「イギリスGP」（ドニントン・パーク・サーキット）では3位入賞し表彰台を獲得。ワークスマシンの拓磨（シリーズ総合5位）には遅れを取ったものの、ワークスのV4勢4台を凌ぐ総合9位に入った。
プライベーター仕様のNX6Aがワークス仕様のNVABに勝るとも劣らぬ戦果を挙げた事に触発され、多くのチームが無鉛ガソリン仕様にリニューアルされたNX6Bを含むNSR500Vを購入するようになった。排気ガス対策で劣ることから、GPレースを走るマシンのエンジンが2ストロークから4ストロークへの切り替えが規定事項だったものの、プライベーターがコンスタントにポイントを獲得できるコンペティティブなマシンとして1999年以降も活躍。2000年にはユルゲン・ファン・デン・グールベルク、2001年には青木治親がそれぞれNSR500Vを駆って「ベスト・プライベーター」賞を獲得した。また、NSR500Vをベースとしたカスタムマシンを開発するプライベーターも現れ、日本ではテクニカル・スポーツの手によるTSR AC50Mが知られている。

### 終焉
2002年から最高峰クラスが前記の環境問題との絡みから4ストローク車主体のMotoGPクラスに改編され、これまでは2ストローク車と同等だった排気量が4ストローク車に限って990ccに変更。排気量アップにより4ストローク車が有利になると、2ストローク勢はV型4気筒マシンですら勝負にならない状態となり、パワー面で劣るNSR500Vの時代は終わりを告げた。なお、勇退したNSR500Vは多くのマシンが市場に放出され、それらは個人コレクターに買い取られた。

## 参考リンク
- 500cc qualifying and race results
- Results of the 1996 MFJ Grand Prix Superbike Race
- Honda Press Release on Motorsport Plans, January 1998
- 1999　NSR500V  ＃15  Sete Gibernau